# Derailed (novela)
Derailed es una novela de ficción escrita por James Siegel y publicada en febrero de 2003. Cuenta la historia de Charles Schine, un hombre que trabaja en el negocio de la publicidad, el cual se encuentra de pronto teniendo una aventura, siendo chantajeado, y siendo investigado por asesinato, todo porque perdió su tren un día.

## Adaptaciones
Una película basa en la novela fue Derailed lanzada el 11 de noviembre de 2005 en los EE. UU. La película fue protagonizada por Clive Owen, Jennifer Aniston y Melissa George, entre otros.
Una película Tamil titulada "Pachaikili Muthucharam", dirigida por Gautham Menon y con Sarath Kumar, Jyothika y Milind Soman, fue una copia de la película "Derailed".
El tren: Algunas líneas nunca se deben cruzar, una película de Bollywood protagonizada por Emran Hashmi, Basora, Geeta y Bhagat Sayali, también se basó en "Derailed". Ambas películas fueron estrenadas en el mismo año de 2007.